# Viktorivka, Prîazovske
Viktorivka (în ucraineană Вікторівка) este un sat în comuna Dunaiivka din raionul Prîazovske, regiunea Zaporijjea, Ucraina.

## Demografie
Componența lingvistică a localității Viktorivka
     Rusă (68,12%)
     Ucraineană (31,88%)
Conform recensământului din 2001, majoritatea populației localității Viktorivka era vorbitoare de rusă (68,12%), existând în minoritate și vorbitori de ucraineană (31,88%).